# Vulture-Gletscher
Der Vulture-Gletscher ist ein im Banff-Nationalpark in der kanadischen Provinz Alberta gelegener Gletscher. 
Er befindet sich nordwestlich des Lake Louise und kann vom Icefields Parkway aus gesehen werden. Er ist ein Auslassgletscher des Wapta-Eisfeldes. In den 1980ern bedeckte der Gletscher eine Fläche von 4,9 km². Wie aber auch die anderen Gletscher der kanadischen Rocky Mountains befindet sich der Gletscher im Rückzug. 